# Протомициевые
Протомициевые, или протомицетовые (Protomycetaceae) — семейство грибов-аскомицетов порядка Тафриновые. Все представители — паразиты цветковых растений из семейств Зонтичные (Apiaceae) и Астровые (Asteraceae), возбудители пятнистости и галлов. Хозяйственное значение протомициевых невелико, некоторые виды могут вредить культурным растениям — тмину, моркови, кориандру.
К семейству протомициевых относят 6 родов и около 20 видов (по данным Словаря грибов Эйнсуорта и Бисби — 22 вида).

## Морфология
Плодовых тел и органов бесполого спороношения не имеют.
Мицелий развивается между клетками тканей растения-хозяина, обычно вокруг сосудистых пучков, но в сосуды не проникает. Мицелий септированный, с многоядерными клетками. В клеточных стенках отсутствует хитин, содержатся полисахариды глюкан и маннан. Клетки мицелия содержат каротиноиды, что отличает протомициевые от семейства тафриновых.
На мицелии образуются аскогенные клетки, также называемые у этих грибов хламидоспорами. Они образуются на концах гиф (терминально) или между соседними клетками гифы (интеркалярно) и располагаются в тканях растения, иногда образуют сплошной слой под эпидермисом. Хламидоспоры имеют шаровидную или близкую к ней форму, диаметром 17—70 мкм, иногда до 500 мкм; при скученном расположении становятся многогранными. Они содержат от 50 до 100—300 клеточных ядер и имеют многослойную оболочку желтоватой окраски, толщиной до 7 мкм. Содержимое хламидоспор бесцветное.
У родов Тафридиум и Бурения аскоспоры формируются непосредственно в созревших аскогенных клетках, у остальных хламидоспоры прорастают с образованием пузырьков, называемых везикулами, или синасками, а в них уже происходит формирование аскоспор. Синаски представляют собой сложные аски, состоящие из отдельных участков цитоплазмы (отдельных сумок), не разделённых клеточными стенками, а только имеющих собственные клеточные мембраны.
Аскоспоры бесцветные, различной формы и размеров. В лабораторных условиях они способны размножаться почкованием, образуя бластоспоры, или дрожжевую стадию. В природе дрожжевая стадия у протомициевых не обнаружена, кроме рода анаморфных дрожжей Saitoella у которых, напротив, неизвестна половая стадия.
По симптомам вызываемых заболеваний растений протомициевые во многом сходны с тафриновыми. Чаще поражаются отдельные органы растений — стебли, листья, плоды или цветки. На них появляются пятна, могут образовываться небольшие вздутия (галлы) в результате гипертрофии клеток и тканей. Некоторые виды способны вызывать системное заболевание, при котором, кроме галлов, наблюдается поражение цветков и почек, что приводит к полному прекращению плодоношения.

## Жизненный цикл и онтогенез
Ядерный жизненный цикл — гапло-диплоидный с преобладанием многоядерной диплоидной стадии, что для высших грибов является уникальным. Заражение хозяина производится диплоидным мицелием, который образуется при прорастании аскоспор после их копуляции. Одиночные гаплоидные споры способны размножаться почкованием, но без копуляции заражения не происходит.
Для семейства протомициевых характерен уникальный способ формирования спороносящих структур, названный Protomyces-типом аскогенеза. Крупные аскогенные клетки могут иметь период покоя, в таких случаях они выполняют функцию приспособления гриба к неблагоприятным условиям. Формирование аскоспор происходит непосредственно в аскогенной клетке после её созревания или в споровом мешке — синаске. В последнем случае наружная оболочка клетки разрывается и шаровидный синаск, покрытый эластичной оболочкой, выходит из неё. Цитоплазма аскогенной клетки дифференцируется на центральную и периферическую части. Аскогенная клетка или синаск содержит большое число диплоидных ядер, которые отделяются собственной мембраной, захватывая участки цитоплазмы. Каждый такой участок представляет собой простую сумку. Ядра собираются на периферии клетки, а в её центре формируется вакуоль. По другим данным, ядра собираются в центре, а периферическая зона содержит многочисленные вакуоли. Затем ядра делятся мейозом и каждое из них образует 4 гаплоидных дочерних ядра (тетраду). Дочерние ядра формируют аскоспоры, которые собираются у верхушки спорового пузыря. Гидролиз гликогена в клеточной плазме приводит к повышению тургорного давления, оболочка синаска или созревшей хламидоспоры разрывается и аскоспоры высвобождаются.

## Систематика
В современной систематике, принятой в «Словаре грибов Эйнсуорта и Бисби», семейство Протомициевые (Protomycetaceae Gray, 1821) входит в порядок Тафриновые, или Тафринальные (Taphrinales Gäum. & C.W. Dodge, 1928), содержащий ещё одно семейство — Тафриновые (Taphrinaceae Gäum. & C.W. Dodge, 1928). Порядок Тафриновые относится к монотипному классу Тафриномицеты (Taphrinomycetes O.E. Erikss. & Winka, 1997), который вместе с ещё тремя классами входит в подотдел Taphrinomycotina O.E. Erikss. & Winka, 1997 отдела Аскомицеты (Ascomycota Caval.-Sm., 1998).
|  |                  |  |                                                  |                                                  |                     |  | ещё 3 класса: Неолектомицеты Pneumocystidomycetes Схизосахаромицеты | ещё 3 класса: Неолектомицеты Pneumocystidomycetes Схизосахаромицеты |                                             |  |                                                                         |  | ещё одно семейство: Тафриновые | ещё одно семейство: Тафриновые |  |
|  |                  |  |                                                  |                                                  |                     |  | ещё 3 класса: Неолектомицеты Pneumocystidomycetes Схизосахаромицеты | ещё 3 класса: Неолектомицеты Pneumocystidomycetes Схизосахаромицеты |                                             |  |                                                                         |  | ещё одно семейство: Тафриновые | ещё одно семейство: Тафриновые |  |
|  |                  |  |                                                  | подотдел Taphrinomycotina                        |                     |  |                                                                     |                                                                     | порядок Тафриновые, или Тафринальные        |  |                                                                         |  |                                |                                |  |
|  |                  |  |                                                  | подотдел Taphrinomycotina                        |                     |  |                                                                     |                                                                     | порядок Тафриновые, или Тафринальные        |  | 6 родов: Saitoella Бурения Волкартия Протомицес Протомикопсис Тафридиум |  |                                |                                |  |
|  | отдел Аскомицеты |  |                                                  |                                                  | класс Тафриномицеты |  |                                                                     |                                                                     | семейство Протомициевые, или Протомицетовые |  |                                                                         |  |                                |                                |  |
|  | отдел Аскомицеты |  |                                                  |                                                  |                     |  |                                                                     |                                                                     |                                             |  |                                                                         |  |                                |                                |  |
|  |                  |  | ещё 2 подотдела: Saccharomycotina Pezizomycotina | ещё 2 подотдела: Saccharomycotina Pezizomycotina |                     |  |                                                                     | —— (класс монотипный)                                               | —— (класс монотипный)                       |  |                                                                         |  |                                |                                |  |
|  |                  |  |                                                  | ещё 2 подотдела: Saccharomycotina Pezizomycotina |                     |  |                                                                     |                                                                     | —— (класс монотипный)                       |  |                                                                         |  |                                |                                |  |

Ранее многие исследователи относили протомициевые к классу фикомицетов (Phycomycetes), в котором объединялись также оомицеты и зигомицеты или выделяли его в самостоятельную группу. Многоядерные органы спорообразования назывались спорангиями, этот термин применял и Э. А. Гёйманн, который в 1949 году относил протомициевые к порядку тафриновых. Позднее появились наименования везикулы, или споровые мешки, а мейоспоры именовали эндоспорами. А. А. Ячевский в 1913 году относил протомициевые к выделяемой им группе мезомицетов (Mesomycetes), которая занимала промежуточное положение между фикомицетами и настоящими грибами («микомицетами»). В системе Э. Латтрелла 1951 года протомициевые выделялись в самостоятельный порядок (Protomycetales) и класс (Synascomycetes).
Т. Кавалир-Смит в 1998 году в своей системе эукариот объединил порядки протомициевых и тафриновых в класс тафриномицетов. В 1999 году У. Эрикссон поместил семейство протомициевых в состав порядка тафриновых. Такая классификация принята в 10 издании «Словаря грибов» и в систематике, используемой журналом «Myconet».

## Представители
- Род Saitoella Goto, Sugiy., Hamam. & Komag., 1987 с единственным видом Saitoella complicata — дрожжевидный гриб, обитающий в почве в Гималаях. Половая стадия для него неизвестна. На основании данных молекулярной биологии отнесён к протомициевым[11].
- Род Бурения (Buerenia M.S. Reddy & C.L. Kramer, 1975) характеризуется отсутствием синасков и прорастанием аскогенных клеток без периода покоя. В роде  два вида, паразитирующие на зонтичных[12].
  - Buerenia cicutae встречается на цикуте, известна в Финляндии.
  - Бурения пойменная (Buerenia inundata) паразитирует на видах сельдерея, моркови и поручейника, встречается в Западной Европе.
- Род Волкартия (Volkartia Maire, 1909) содержит единственный вид Volkartia rhetica. Аскогенные клетки волкартии прорастают синасками без периода покоя. Паразитирует на видах скерды (сем. Астровые), распространён в Западной Европе и на Алтае[13].
- Род Протомицес (Protomyces Unger, 1833) — типовой род семейства, содержит 10[4]—20[3] видов. Аскогенные клетки имеют период покоя, прорастают синасками[14].
  - Протомицес крупноспоровый (Protomyces macrosporus) заражает сныть обыкновенную и виды дудника, тмина, моркови, кориандра и других родов из семейства зонтичных. Распространён в Евразии, встречается в Северной Америке, Африке и Австралии. В Индии иногда сильно вредит посевам кориандра.
  - Протомицес толстокожий (Protomyces pachydermus) встречается на одуванчике и некоторых других астровых, распространён в Северном полушарии.
- Род Протомикопсис (Protomycopsis Magnus, 1905) по данным «Словаря грибов» содержит 5 видов. От протомицеса отличается терминальным, а не интеркалярным способом образования аскогенных клеток. Представители — паразиты астровых[15].
- Род Тафридиум (Taphridium Lagerh. & Juel, 1902) состоит из двух видов. Аскогенные клетки у него  образуют упорядоченный слой под эпидермисом растения, сходный с сумчатым слоем рода Тафрина. Они прорастают аскоспорами без периода покоя, синаски не образуются[16].
  - Тафридиум зонтичных (Taphridium umbelliferarum) заражает виды борщевика, тмина, горичника, ферулы. Распространён в Евразии и Северной Америке.